# Peter Broggs
Peter Broggs, de son vrai nom Henry James, né en 1954 à Hanover en Jamaïque et mort le 19 décembre 2015 (à 61 ans), est un chanteur de reggae.

## Biographie
Né en 1952 dans la paroisse de Hanover, en Jamaïque, au début des années 1970, Broggs s’est installé à Kingston afin de rechercher des débouchés commerciaux. Il s’est retrouvé parmi les grands du reggae tels que Gregory Isaacs , Bingy Bunny, Errol Holt et d’autres légendes qui travaillaient dans l’industrie de la musique jamaïcaine à cette époque.
Peter Broggs a commencé à enregistrer sérieusement à la fin des années 1970. Sa musique portait principalement sur le mouvement Rastafari, une spiritualité inspirée par ses écrits. Son premier album, Progressive Youth, est sorti en 1979 sur le label britannique Greensleeves. La chanson "Jah Golden Throne" a été enregistrée aux studios Channel One et King Tubby, puis publiée au Royaume-Uni sur l'empreinte de courte durée de Selena en 1980. Son Rastafari Liveth! L'album a été publié pour la première fois sur RAS Records en 1982. Le label RAS a été lancé sur le dos de Peter Broggs, mais comme de nombreux artistes de l'industrie de la musique, il a eu du mal à obtenir une juste rétribution pour ses bénéfices musicaux internationaux. Sur son album de 1990 intitulé Reasoning, nommé pour le Grammy Award du meilleur album de reggae, Broggs était soutenu par The Wailers et Roots Radics. En 2000, il a publié Jah Golden Throne, une collaboration avec Jah Warrior. Son processus de création en studio était basé sur l'improvisation, à l'instar de la forme jazz bebop qui permet à l'artiste de s'exprimer librement.
Certains critiques considéraient que Broggs était le chanteur de racines le plus prolifique de sa génération. Il était possédé d'un esprit bon et généreux. Ses enregistrements reggae pour enfants reflètent son caractère affable. Broggs a subi un accident cérébrovasculaire le 27 août 2004, qui l'a laissé paralysé du côté droit et a à peine pu parler. L'album Igzabihir Yakal sorti en 2005 a été enregistré avec Dubcreator au Studio DC pour l'équipe du système de son roi Shiloh à Amsterdam en 2002, où le bénéfice a contribué à couvrir les frais médicaux de Broggs. 
Peter Broggs est décédé le 19 décembre 2015 à l'âge de 64 ans, mais sa musique perdure. Comme le disait un utilisateur de youtube: l'homme le mieux habillé dans le reggae.

## Discographie
- 1979 - Progressive Youth
- 1982 - Rastafari Liveth
- 1985 - Rise And Shine
- 1987 - Cease The War
- 1990 - Reasoning
- 1993 - Reggae In Blues
- 1993 - Peter Broggs Sings For The Children
- 1997 - Rejoice
- 1997 - Progressive Youth (Réédition)
- 1997 - RAS Portraits : Peter Broggs
- 2000 - Jah Golden Throne
- 2000 - Jah Golden Throne Dubwise
- 2001 - Never Forget Jah (the early years 76-86)
- 2005 - Igzabihir Yakal